# نارلیدره
نارلیدره (به ترکی استانبولی: Narlıdere) یک منطقهٔ مسکونی در ترکیه است که در استان ازمیر واقع شده‌است.